# Michael Ealy
Michael Brown, dit Michael Ealy, est un acteur américain, né le 3 août 1973 à 
Silver Spring dans le Maryland.
Considéré comme un comédien ambivalent, il est révélé au début des années 2000 et se fait notamment connaître par son rôle de Ricky Nash qu'il joue dans les longs métrages Barbershop (2002) et Barbershop 2 (2004) et par celui de Darwyn Al-Sayeed, dans la série d'espionnage, Sleeper Cell (2005-2006), grâce à laquelle il est cité pour le Golden Globe du meilleur acteur dans une mini-série ou un téléfilm.
Dès lors, l'acteur enchaîne les rôles de soutien au cinéma : Sept vies (2008), Les Couleurs du destin (2010), Think Like a Man (2012), Underworld : Nouvelle Ère (2012), Last Vegas (2013) et L'Homme parfait (2015); Et à la télévision : Flashforward (2009), The Good Wife (2010), Wes et Travis (2012), Almost Human (2013), Following (2015), Secrets and Lies (2016) et Being Mary Jane (2017-2018).

## Biographie

### Jeunesse et formation
Après ses études à Silver Spring, il quitte le Maryland avec un diplôme en anglais et s'installe à New York.

### Débuts et révélation (2000)
Michael Ealy prend part au métier de comédien en participant à une poignée de pièces de théâtre avant de faire une première apparition à la télévision, en 2000, dans un épisode de la série New York, police judiciaire. Dans le même temps, sous la production de Rob Thomas, il participe à un pilote de série télé intitulé Metropolis qui fut rejetée par le réseau ABC.
Il se tourne alors vers le grand écran avec Bad Company aux côtés de Chris Rock mais surtout la comédie dramatique Barbershop, sortie en 2002 et portée par le tandem Ice Cube et Anthony Anderson. L'année suivante, il participe au second volet de la saga très lucrative Fast and Furious donnant la réplique à Paul Walker et Eva Mendes.
Cette exposition lui permet de décrocher une citation pour le Teen Choice Awards de la révélation masculine de l'année, à la fois pour son rôle dans Barbershop et pour 2 Fast 2 Furious.
Après deux épisodes d'Urgences, il fait son retour en vedette, lorsqu'il décroche son tout premier rôle dans une série télévisée pour Sleeper Cell. Dans ce feuilleton d'espionnage, il incarne un agent musulman du FBI ayant pour objectif d'arrêter une cellule terroriste. Son interprétation lui vaut une nomination au Golden Globe du meilleur acteur dans une mini-série ou un téléfilm,.
Dans le même temps, il joue dans le clip vidéo de la chanson Get Your Number de Mariah Carey en duo avec Jermaine Dupri,. La série est finalement arrêtée au bout de deux saisons et il se tourne à nouveau vers le cinéma en jouant le frère de Will Smith pour le remarqué mélodrame Sept vies ou en jouant dans le film d'action Miracle à Santa Anna.
Côté télévision, son rôle majeur dans le téléfilm dramatique Their Eyes Were Watching God, produit et porté par l'actrice Halle Berry mais aussi l'animatrice Oprah Winfrey, lui vaut sa première récompense personnelle lors d'une cérémonie de remises de prix avec le Black Reel Awards du meilleur acteur de télévision.
En 2009, il vient en aide à Joseph Fiennes pour la série télévisée de science-fiction Flashforward. Avant cela, il joue aux côtés de Beyoncé pour le clip de sa chanson Halo,.

### Alternance cinéma et télévision (2010)
En 2010, il est à l'affiche de deux longs métrages : d'abord le film d'action Takers avec Paul Walker puis le drame, mené par une distribution principalement féminine Les Couleurs du destin aux côtés de Janet Jackson, Kerry Washington et Tessa Thompson, sous la direction de Tyler Perry. Cette dernière production est remarquée par la critique et lui permet de décrocher l'African-American Film Critics Association du meilleur acteur dans un second rôle.
La même année, il joue un avocat comploteur récurrent dans la série acclamée The Good Wife. En 2011, il participe à quelques épisodes de Californication, série portée par David Duchovny, avant d'être remarqué par la chaîne USA pour tenir le rôle titre de Wes et Travis aux côtés de Warren Kole avec qui il forme un duo de flics.

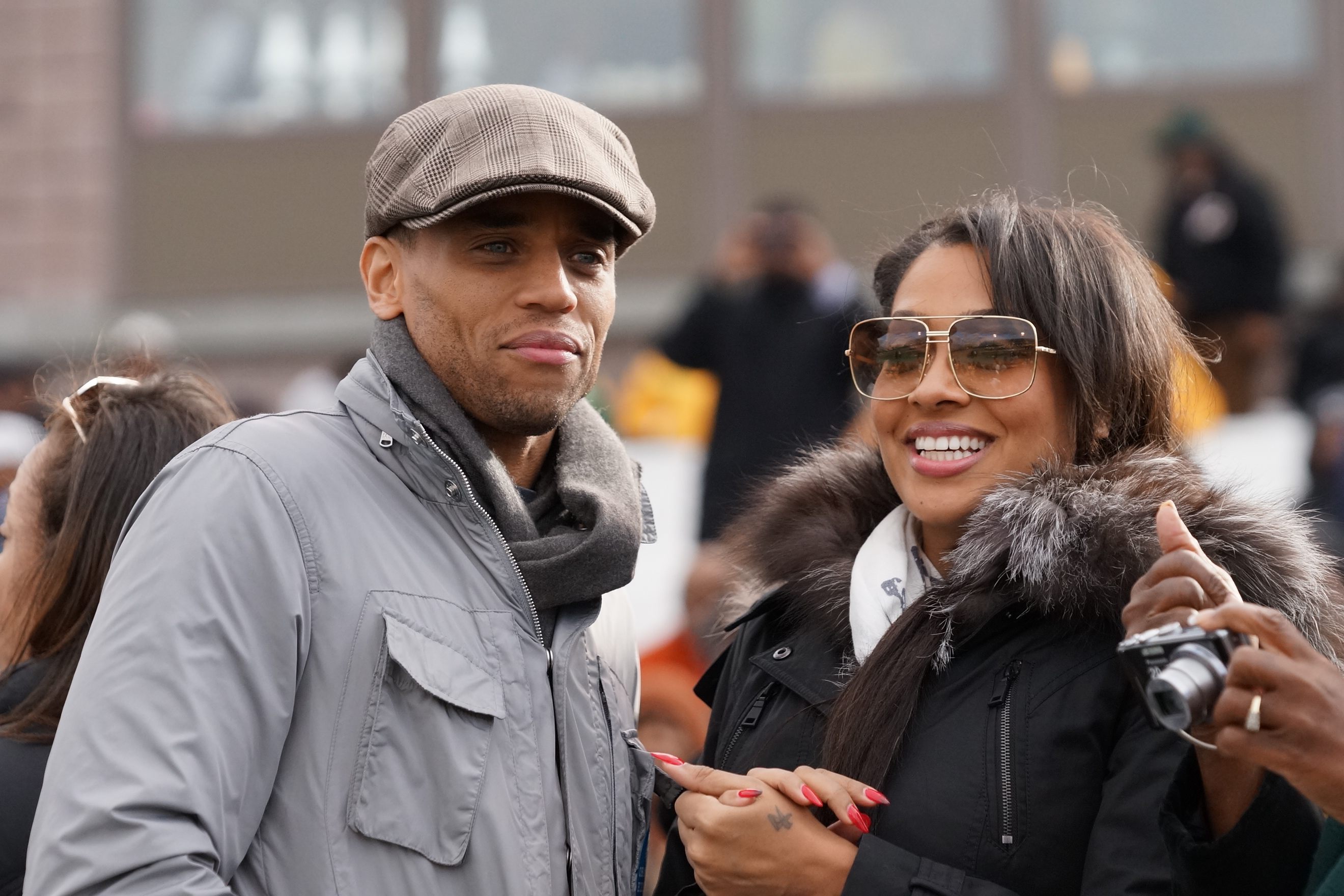
Avec La La Anthony, en 2012.

Diffusée en 2012, la série est rapidement arrêtée faute d'audiences. Cette année-là, il peut compter sur le succès de la comédie Think Like a Man pour inverser la tendance. En effet, ce long métrage de Tim Story rencontre un franc succès en salles et c'est ainsi que l'acteur ré endossera le rôle de l'intérêt amoureux de Taraji P. Henson pour le second volet, commercialisé en 2014.
Il est aussi à l'affiche d'Underworld : Nouvelle Ère secondant Kate Beckinsale et Theo James. Il s'agit du quatrième film de la série Underworld. En 2014, il est l'une des vedettes de la comédie romantique About Last Night, renouant avec des comédiens avec qui il a déjà tourné comme Regina Hall et Kevin Hart.
Entre-temps, l'acteur persiste à s'installer sur le petit écran lorsqu'il signe pour jouer un androïde dans la série fantastique Almost Human qui sera rapidement arrêtée malgré une certaine mobilisation des fans du show pour pousser la FOX à produire une deuxième saison,. Il enchaîne rapidement avec un rôle récurrent face à Kevin Bacon pour la troisième saison de Following.
En 2015, il fait ses débuts en tant que producteur pour le thriller sulfureux dont il est l'un des premiers rôles : L'Homme parfait de David M. Rosenthal qui l'oppose à Sanaa Lathan et Morris Chestnut. Un rôle qui lui vaut sa cinquième proposition pour un NAACP Image Awards.
En 2016, il choisit de rester fidèle aux séries télévisées en décrochant le premier rôle masculin de la deuxième saison de Secrets and Lies dans laquelle il joue un homme d'affaires accusé de meurtre, succédant à Ryan Phillippe face à Juliette Lewis. Il retrouve ensuite Gabrielle Union lorsqu'il accepte de jouer à ses côtés pour les dernières saisons de sa série Being Mary Jane.
En 2019, il est à l'affiche du thriller The Intruder avec Meagan Good face à Dennis Quaid,,.

### Vie personnelle
En 2004, il a une aventure avec l'actrice Halle Berry, avec qui il tourne le téléfilm dramatique Their Eyes Were Watching God.
En 2012, l'acteur épouse le mannequin Khatira Rafiqzada dans le plus grand secret, après quatre ans de relation. Le couple a deux enfants, un garçon, Elijah, né en février 2014 et une fille, née en novembre 2016.

## Filmographie

### Cinéma

#### Longs métrages
- 2001 : La Tentation de Jessica de Charles Herman-Wurmfeld : Greg
- 2002 : Bad Company de Joel Schumacher : G-Mo
- 2002 : Barbershop de Tim Story : Ricky Nash
- 2003 : 2 Fast 2 Furious de John Singleton : Slap Jack
- 2003 : Justice d'Evan Oppenheimer : Woody
- 2004 : November (en) de Greg Harrison : Jesse
- 2004 : Barbershop 2 de Kevin Rodney Sullivan : Ricky
- 2004 : Never Die Alone (en) d'Ernest R. Dickerson : Michael
- 2005 : Jellysmoke de Mark Banning : Jacob
- 2008 : Miracle à Santa Anna de Spike Lee : Sgt Bishop Cummings
- 2008 : Sept vies de Gabriele Muccino : le frère de Tim, Ben
- 2010 : Les Couleurs du destin (For Colored Girls) de Tyler Perry : Beau Willie
- 2010 : Takers de John Luessenhop : Jake Attica
- 2011 : Margaret de Kenneth Lonergan : Dave
- 2012 : Underworld : Nouvelle Ère de Måns Mårlind et Björn Stein : Détective Sebastian
- 2012 : Think Like a Man de Tim Story : Dominic
- 2012 : Unconditional de Brent McCorkle : "Papa Joe" Bradford
- 2013 : Last Vegas de Jon Turteltaub : le fils d'Archie
- 2014 : About Last Night de Steve Pink : Danny
- 2014 : Think Like a Man Too de Tim Story : Dominic
- 2015 : L'Homme parfait de David M. Rosenthal : Carter Duncan (également producteur)
- 2019 : Intrusion de Deon Taylor : Scott Russell
- 2019 : Jacob's Ladder de David M. Rosenthal : Jacob Singer
- 2020 : Fatale de Deon Taylor : Derrick

#### Courts métrages
- 2000 : The Lush Life de Mad Matthewz : Isaac
- 2007 : Put It in a Book de Rodrigo García : Akmed

### Télévision

#### Séries télévisées
- 2000 : New York, police judiciaire : Private Nelson (saison 10, épisode 24)
- 2000 : Madigan de père en fils : le coureur (1 épisode)
- 2000 : Metropolis : Calvin McDade (pilote non retenu par ABC)
- 2001 : Soul Food : Steve (1 épisode)
- 2002 : Urgences : Rick Kendrick (saison 9, épisodes 10 et 11)
- 2005-2006 : Sleeper Cell : Darwyn Al-Sayeed (18 épisodes)
- 2007 : Suspect : Détective Marcus Tillman (pilote non retenu)
- 2009 : Flashforward : Marshall Vogel (10 épisodes)
- 2009 : Hawthorne : Infirmière en chef : Dr Alan Phillips (saison 1, épisode 5)
- 2010 : The Good Wife : Derrick Bond (12 épisodes)
- 2011 : Californication : Ben (5 épisodes)
- 2012 : Wes et Travis : Travis Marks (12 épisodes)
- 2013 : Almost Human : Dorian (13 épisodes)
- 2015 : The Following : Theo (saison 3, 10 épisodes)
- 2016 : Révoltes barbares (série documentaire) : le narrateur (4 épisodes)
- 2016 : Secret and Lies : Eric Warner (saison 2, 10 épisodes)
- 2017-2018 : Being Mary Jane : Justin Talbot (15 épisodes)
- depuis 2019 : Stumptown : détective Miles Hoffman
- 2022 : La Femme qui habitait en face de la fille à la fenêtre (The Woman in the House Across the Street from the Girl in the Window) (mini-série) : Douglas
- 2022 : Reasonable doubt (saison 1) : Damon
- 2024 : Power Book II: Ghost (saison 4) : Détective Don Carter

#### Téléfilm
- 2005 : Une femme noire (en) de Darnell Martin : Tea Cake

### Clips vidéo
- 2005 : Get Your Number de Mariah Carey
- 2008 : Halo de Beyoncé

## Distinctions
Sauf indication contraire ou complémentaire, les informations mentionnées dans cette section proviennent de la base de données IMDb.

### Récompenses
- Washington DC Area Film Critics Association Awards 2002 : meilleure distribution pour Barbershop
- Black Reel Awards 2006 : meilleur acteur de télévision pour Their Eyes Were Watching God
- African-American Film Critics Association 2010 : meilleur acteur dans un second rôle pour For Colored Girls

### Nominations
- Teen Choice Awards 2003 : révélation masculine de l'année pour Barbershop et 2 Fast 2 Furious
- NAACP Image Awards 2006 : meilleur acteur dans une mini-série ou un téléfilm pour Their Eyes Were Watching God
- Golden Globes 2007 : meilleur acteur dans une mini-série ou un téléfilm pour Sleeper Cell
- NAACP Image Awards 2007 : meilleur acteur dans une mini-série ou un téléfilm pour Sleeper Cell
- NAMIC Vision Awards 2007 : meilleur acteur dans une série télévisée dramatique pour Sleeper Cell
- NAACP Image Awards 2011 : meilleur acteur dans un second rôle pour For Colored Girls
- Teen Choice Awards 2012 :
  - meilleur acteur dans une comédie romantique pour Think Like a Man
  - meilleur acteur dans une série télévisée pour Wes et Travis
- NAACP Image Awards 2014 : meilleur acteur dans une série télévisée dramatique pour Almost Human
- NAACP Image Awards 2016 : meilleur acteur pour L'homme parfait
- Black Reel Awards 2017 : meilleur acteur dans une mini-série ou un téléfilm pour Secret and Lies

## Voix françaises
| - Daniel Lobé dans : - Sept vies - Flashforward (série télévisée) - The Good Wife (série télévisée) - Californication (série télévisée) - Wes et Travis (série télévisée) - Almost Human (série télévisée) - L'Homme parfait - Christophe Peyroux dans : - Barbershop - Barbershop 2 | Et aussi - Sidney Kotto dans New York, police judiciaire (série télévisée) - Éric Herson-Macarel dans Bad Company - Diouc Koma dans Miracle à Santa Anna - Ludovic Baugin dans Takers - Cédric Dumond dans Underworld : Nouvelle Ère - Xavier Thiam dans Last Vegas - Christophe Lemoine dans Hawthorne : Infirmière en chef (série télévisée) - Alex Fondja dans About Last Night - Eilias Changuel dans Fatale - Erwin Grünspan (Belgique) (*1973 - 2021) dans Celebrity Game Face (émission) - Mike Fédée dans Bel-Air (série télévisée) |